# Olga Neruda
Olga Neruda (Oostenrijk-Hongarije, Brno, 1858-Zweden, Stockholm, 1945) was een Tsjechisch pianiste.
Ze was een zuster van de veel beroemdere violiste Wilma Neruda met wie ze wel een aantal keren heeft opgetreden tot in Italië aan toe. Olga’s grootste verdienste was haar docentschap aan het Royal Manchester College of Music en het lesgeven aan leden van de Britse Koninklijke familie met name Alexandra van Denemarken. In 1908 ging ze daar met pensioen vanwege haar slechte gezondheid. In het laatste jaar gaf ze al voornamelijk les vanuit haar huisadres. Ze had een behoorlijk stevig temperament; ze heeft staan schelden in het Duits omdat haar lesgeefruimte al door een ander in gebruik was genomen. Ze heeft nog enige tijd lesgegeven aan de Guildhall School of Music. Daar kwam ze niet meer terug toen zij in Wiesbaden verbleef toen de Eerste Wereldoorlog uitbrak. Er was een uitreisverbod naar Engeland. Ze vertrok naar Kopenhagen en belandde uiteindelijk in Stockholm bij haar zuster Eugenie Lindblad. Overigens zou Olga Neruda nog tot 1945 leven.
De Britse componist William Humphreys Dayas (enige tijd levend in Helsinki, Finland) droeg zijn Två satser kompenerade för Olga Neruda aan haar op.
Enkele optredens:
- 13 mei 1876: Concert te Brno; ze speelde met Amalie Wickenhauser (geboortenaam Amalie Neruda, zuster van zowel Olga als Wilma) een Duet voor twee piano’s van Hiller, tijdens een concert waarbij de dirigent Leos Janacek was;
- 9 en 11 april 1897: Concert te Milaan met haar zuster Wilma Neruda in kamermuziek (een verschillend programma op beide avonden)
- 16 februari 1907: samen met Wilma Neruda in de concertzaal van Brodrene Hals in Oslo